# Sjöcrona
Sjöcrona, även stavat Siöcrona, är en svensk ätt, varav huvudmannen, enligt § 37 i 1809 års regeringsform, innehar adlig värdighet.
Ättens stamfader Torbjörn Eriksson levde under slutet av 1600-talet i Landskrona där han var handlande, och där hans son Severin föddes år 1700 och avled 1766. Anrep uppger att far och son kallade sig Cronsjoe. Severin Torbjörnsson fick sonen Ludvig Cronsjoe (1726–1797) som fick assessors titel. Den senare fick med sin andra hustru, Ulrika Bush, en systerdotter till Lars Gathenhielm, sonen Cornelius Alexander Cronsjoe (1767–1824) som blev lantråd och som år 1819 adlades enligt § 37 av Regeringsformen 1809, varigen adelskapet endast tillföll ättens huvudman. Året därpå introducerades ätten  på Riddarhuset med nummer 2273. Vid adlandet upptog den adliga ätten namnet Sjöcrona.
Enligt offentlig statistik tillgänglig i september 2018 var 32 personer med namnet Sjöcrona och 5 personer med namnet Siöcrona bosatta i Sverige. Tillsammans blir detta 37 personer.

## Personer ur släkten
- Anders Sjöcrona (1859–1947), ingenjör
- Aron Siöcrona (1825–1898),  militär och politiker
- Cornelius Alexander Cronsjoe, adlad Sjöcrona (1767–1824), jurist, godsägare och lantråd
- Cornelius Sjöcrona (1824–1906), militär
- Cornelius Sjöcrona (1830–1899), militär
- Cornelius Sjöcrona (1835–1917), jurist, ämbetsman och politiker
- Frans Alexander Sjöcrona (1798–1872), militär
- Jan Siöcrona (1871–1948), militär
- Joachim Siöcrona (född 1943), bibliotekarie, bokförläggare, författare och översättare
- Peter Sjöcrona (1802–1864), militär.
- Vera Siöcrona (1914–2003), författare och journalist